# Axinella blanca
Axinella blanca är en svampdjursart som beskrevs av Koltun 1959. Axinella blanca ingår i släktet Axinella och familjen Axinellidae. Inga underarter finns listade i Catalogue of Life.